# Mann unter Feuer (1987)
Mann unter Feuer (Originaltitel: Man on Fire) ist ein französisch-italienischer Actionthriller von Élie Chouraqui aus dem Jahr 1987 mit Scott Glenn, Jade Malle, Joe Pesci, Brooke Adams und Jonathan Pryce in den Hauptrollen. Der Film basiert auf dem Roman Man on Fire (deutscher Buchtitel: Der Söldner) von A. J. Quinnell. 2004 wurde der Film von Tony Scott mit Denzel Washington in der Hauptrolle neu verfilmt.

## Handlung
In Italien stellen wohlhabende Familien Leibwächter ein, um Familienmitglieder vor Entführungen zu schützen. Der ausgebrannte Ex-CIA-Agent Creasy, der als Söldner arbeitet, wird von Michael Balletto engagiert, seine Tochter Samantha „Sam“ zu beschützen. Creasy ist nicht daran interessiert, auf eine Zwölfjährige aufzupassen, nimmt den Auftrag aber an, weil er keine anderen Stellenangebote hat. Creasy geht zunächst nicht auf die neugierigen Fragen der frühreifen Samantha ein, freundet sich aber bald mit ihr an. Creasy wird Samanthas Bezugsperson, wenn ihre Eltern abwesend sind, und unterstützt sie mit Ratschlägen und Anleitung beim Lauftraining.
Als Sam von der Mafia entführt wird, wird Creasy schwer verwundet. Obwohl Creasy noch nicht vollständig genesen ist, besorgt er sich Waffen und macht sich auf die Suche nach Sam. Auf der Suche tötet er Informanten und Mittelsmänner. Bevor er Sam finden kann, wird Creasy in einem verlassenen Lagerhaus angeschossen. Die Polizei findet Creasy mit Sam an der Seite in einem Tankwagen schlafend. Im Anschluss wird Creasy im Militärkrankenhaus zum Schein für tot erklärt. Tatsächlich erhält er eine neue Identität als Lenny Lazarus. In der letzten Szene besucht er Sam auf der Terrasse eines Sanatoriums.

## Produktion
Eigentlich sollte Tony Scott Regie führen, aber das Studio war der Meinung, dass er noch zu wenig Erfahrung hätte, und gab das Projekt an Regisseur Elie Chouraqui weiter.

## Kritik
Das Lexikon des internationalen Films urteilt: „Zunächst um psychologische Vertiefung bemüht, schlägt der Film bald in ein mittelmäßiges Action-Spektakel nach dem geläufigen ‚Ein Mann sieht rot‘ Schema um.“
Viola Wich von Filmreporter.de schreibt: „Chouraquis Interpretation des Buches ist deutlich besser gelungen als die Neuverfilmung von 2004 ‚Mann unter Feuer‘ mit Denzel Washington in der Rolle des Bodyguards.“